# Không gian đếm được bậc nhất
Trong tô pô, một nhánh của toán học, một không gian đếm được bậc nhất là một không gian tôpô thỏa mãn tiên đề đếm được thứ nhất, tức là mọi điểm đều có một cơ sở lân cận đếm được.